# Рейчел Фуллер Браун
Рейчел Фуллер Браун (нар. 23 листопада 1898 — пом. 14 січня 1980) — американська хімікиня, винахідниця та філантропка жінок у науці. В довгостроковій співпраці з мікробіологинею Елізабет Лі Гейзен розробила перший ефективний протигрибковий антибіотик, ністатин, під час проведення досліджень для Відділу лабораторій і досліджень Департаменту охорони здоров'я штату Нью-Йорк. 
Ністатин, який досі випускається під різними торговими назвами, не тільки лікує безліч грибкових інфекцій, але й використовується для боротьби з графіозом ільмових і для відновлення творів мистецтва, пошкоджених водою та цвіллю. У 1994 році Рейчел Фуллер Браун зарахована до Національної зали слави винахідників США.

## Біографія
Рейчел Фуллер Браун народилася 23 листопада 1898 року в Спрінгфілді, штат Массачусетс. Коли Рейчел було 14 років, батько покинув сім'ю. Рейчел навчалася в комерційній середній школі, але пізніше перейшла в центральну середню школу, оскільки її мати хотіла, щоб донька отримала більш традиційну освіту. 
Генрієтта Ф. Декстер, подруга бабусі Рейчел, бачила, наскільки Рейчел була рішуче налаштована вступити до коледжу, і заплатила за її навчання в коледжі Маунт-Голіок. Вона вивчала там хімію та здобула ступінь бакалавра хімії та історії у 1920 році. Згодом вона здобула ступінь магістра з органічної хімії в Чиказькому університеті. Прослухавши кілька курсів у Гарварді, Браун повернулася до Чиказького університету для продовження навчання в аспірантурі. У неї виникли труднощі з докторською дисертацією, через які вона залишила навчання. Браун знайшла роботу у Відділі лабораторій і досліджень у Нью-Йорку, який був відомий своїми дослідженнями зі створення вакцин і антисироваток. Через 7 років вона повернулася до Чикаго, щоб здобути ступінь доктора філософії.
У 1948 році Рейчел Фуллер Браун разом з Елізабет Лі Гейзен розпочала проєкт з дослідження грибків і бактерій. У межах спільної роботи вони відкрили антибіотик, який боровся з грибковими інфекціями. У 1930-х роках застосування антибіотиків для боротьби з бактеріями ставало все більш популярним, але був побічний ефект — вони викликали ріст грибка. Антибіотики були настільки сильними, що вони вбивали всі бактерії, включно зі здоровими, тому не залишалось жодної бактерії для боротьби з грибком. Грибок викликав запалення ротової порожнини або біль у животі. Інші грибки атакували центральну нервову систему і викликали стригучий лишай і мікоз. Однак ліків для боротьби з грибковими захворюваннями не існувало. Гейзен культивувала організми, знайдені в ґрунті, і випробувала для боротьби з грибками. При появі активності, вона відправляла їх Браун у банці. Браун виділяла активний агент у культурі, який можна було б використовувати для лікування грибкових захворювань. Після перевірки сотень зразків ґрунту, які були дуже токсичними для тварин і небезпечними для людей, їм вдалося знайти культуру, яка могла б стати корисною. Вони виявили, що цей мікроорганізм виробляє дві протигрибкові речовини. Один із них був надто токсичним для піддослідних, але інший був перспективним. Вони створили та назвали препарат ністатин. Ністатин був першим протигрибковим антибіотиком, безпечним при захворюваннях людини. Його можна поєднувати з антибактеріальними препаратами для усунення побічних ефектів. Ністатин також був ефективним у зупинці росту грибків на творах мистецтва в Італії, які постраждали від повеней. У 1950 році Браун і Гейзен показали свою роботу в Національній академії наук, а у 1954 році почалось масове виробництво.

## Пізні роки
У 1951 році Департамент охорони здоров'я та лабораторій підвищив Браун до асоційованого біохіміка. Браун і Гейзен, продовжуючи свої дослідження, винайшли ще два антибіотики — фалміцин і капацидин. Разом вони продовжували тісно співпрацювати аж до виходу на пенсію, роблячи додаткові незначні внески в галузі бактеріології.
Рейчел Фуллер Браун померла 14 січня 1980 року у віці 81 року в Олбані, Нью-Йорк.

## Нагороди та визнання
Виплати за ністатин склали 13,4 мільйона доларів. Оскільки Браун і Гейзен не хотіли ніяких грошей для себе, філантропічна дослідницька корпорація використала половину для грантів на подальші наукові дослідження, а іншу половину — на Фонд Браун-Гейзен.
І Браун, і Гейзен отримали багато нагород за свою спільну роботу, одна з них — премія Сквібба з хімієтерапії у 1955 році. У 1957 році Браун обрали членом Нью-Йоркської академії наук. Після виходу Браун на пенсію у 1968 році вона отримала нагороду за видатні заслуги Департаменту охорони здоров'я Нью-Йорка. У 1972 році вона отримала нагороду Роди Бенхем Медичного мікологічного товариства Америки. Браун і Гейзен стали першими жінками, які у 1975 році отримали нагороду Американського інституту хіміків за новаторство.
У 1994 році Браун зарахували до Національної зали слави винахідників.

## Підтримка жінок у науці
Браун належала до єпископальної церкви Святого Петра з того часу, як вперше прибула в Олбані. Там вона познайомилась з Дороті Вакерлі, жінкою, яка стала її подругою і супутницею на все життя. У них був спільний будинок, і, як і багато інших неодружених жінок того часу, вони протягом багатьох років піклувалися про велику родину. Вони жили з бабусею Браун, матір'ю та різними племінницями та племінниками. Браун також запрошувала низку науковиць із Китаю. Браун продовжила своє активне громадське життя після виходу на пенсію, ставши першою жінкою-адміністративною членкинею єпископальної церкви. Вона також багато років викладала в недільній школі.
Між 1957 і 1978 роками Фонд Браун-Гейзен підтримував навчання та дослідження в галузі біомедичних наук і заохочував жінок до кар'єри в науці. Протягом кількох років фонд був найбільшим джерелом нефедеральних коштів для медичної мікології у США.
Понад 50 років Браун також була активною членкинею Американської асоціації жінок з вищою освітою, рішуче підтримуючи участь жінок у науці.
Браун не тільки відплатила Генрієтт Декстер, заможній жінці, яка дала їй змогу навчатися в коледжі, але, що важливіше, гроші, які вона отримала від гонорарів, дозволили їй створити нові фонди для наукових досліджень і стипендії для забезпечення інших науковиць.
У заяві, опублікованій в «Chemist», Браун сказала, що сподівається на майбутнє з «рівними можливостями і досягненнями для всіх учених незалежно від статі».